# محمد فارس
محمد أحمد فارس (1370- 1445 هـ / 1951- 2024 م) طيار عسكري برتبة لواء، ورائد فضاء سوري، وباحث على متن مركبة الفضاء سايوز TM-3 (سويوز TM-2) ومجمع مير المداري للأبحاث. كان أولَ سوري وثانيَ عربي يصعد إلى الفضاء، ومعارضًا بارزًا للنظام السوري.

## سيرته
ولد محمد فارس في حلب يوم السبت 20 شعبان 1370هـ الموافق 26 مايو 1951م. وهو أول رائد فضاء سوري صَعِدَ إلى الفضاء ضمن برنامج الفضاء السوفيتي في مركبة الفضاء سويوز للمحطة الفضائية مير، في تاريخ 22 تموز عام 1987 مع اثنين من روَّاد الفضاء الروس ضمن برنامج للتعاون في مجال الفضاء بين سوريا والاتحاد السوفيتي.

### الرحلة إلى الفضاء
شارك محمد فارس في الترتيب والإعداد للرحلة مع مجموعة من زملائه روَّاد الفضاء، منهم السوري منير حبيب. سبق التدريبَ عدَّة اختبارات في سوريا، ثم في مدينة النجوم في روسيا، وكانت رحلةً فضائية علمية مشتركة بين سوريا والاتحاد السوفيتي هي الرحلة الفضائية السورية السوفيتية التي أطلقت إلى الفضاء الخارجي بتاريخ 22 يوليو 1987 في المركبة الفضائية SOYUZ - M3.

### بحوث الرحلة
أنجز محمد فارس في أثناء الرحلة ثلاث عشرة تجرِبة علمية في الفضاء على متن المركبة الفضائية، وعدَّة أبحاث في مجالات صناعية وجيولوجية وكيميائية وطبية، وفي الرصد الفضائي والاستشعار عن بعد، سبق الإعدادُ لها في سوريا، والتجارِبُ هي:
- تجرِبة حركة الدم في جسم الإنسان ومدى تأثرها بالأجواء المحيطة في الفضاء.
- تجرِبة مراقبة القلب باستعمال جهاز خاص لرصد التغيُّرات وقياسها.
- تجرِبة مدى تأثير الفضاء على روَّاد الفضاء.
- تجرِبة خلط معدِن الجاليوم ومعدِن الأنتموان.
- تجرِبة خلط معدِن الألمنيوم ومعدِن الحديد.
- تجرِبة الموصِّلات الإلكترونية التي تدخل في مجال الصناعات الإلكترونية.
- تجرِبة دراسة الطبقات الجيولوجية للأرض في سوريا من ارتفاع 300 كم.
- تجرِبة دراسة الأحواض المائية في سوريا من الفضاء الخارجي.
- تجرِبة دراسة أنواع التربة.
- تجرِبة تركيب معادن صناعية للاستفادة منها صناعيًّا.
- تصوير سوريا من الفضاء الخارجي باستعمال مصوِّرات (كاميرات) خاصة (كاميرا mfk - 6m، وكاميرا kate - 140).

## تكريمه
كرَّمه الاتحاد السوفيتي بعدَّة أوسمة لإنجازاته المهمة، منها:
- وسام بطل الجمهورية العربية السورية، منحه إياه الرئيس حافظ الأسد، عام 1987.
- وسام لينين، عام 1987.[4]
- وسام بطل الاتحاد السوفيتي في 30 تموز 1987.
- وسام الاستحقاق في استكشاف الفضاء، عام 2011.

## الثورة السورية
في 4 أغسطس 2012، في أثناء الثورة السورية، انشقَّ اللواء محمد فارس عن نظام بشار الأسد وانضم إلى الثورة السورية. وفي 13 سبتمبر 2012، أجرى مقابلة حصرية مع قناة الآن تحدَّث فيها عن العديد من المواضيع المتعلقة بالحرب على نظام الأسد الدائرة في سوريا.

## وفاته ودفنه
توفي محمد فارس في مستشفى سانكو الجامعي في ولاية غازي عنتاب في تركيا، يوم الجمعة 10 شوَّال 1445هـ الموافق 19 أبريل 2024م، عن عمر ناهز الثانية والسبعين، بعد معاناة المرض لأسابيع، ودُفن في مدينة أعزاز شمال غربي حلب في مقبرة الشهداء، يوم الاثنين الموافق 22 أبريل 2024.